# Mesick
Mesick est un village du comté de Wexford, dans l'État du Michigan, aux États-Unis. En 2020, il comptait une population de 397 habitants.